# Trilium Notes
Trilium Notes ist eine Open-Source-Software zur Erstellung hierarchischer persönlicher Wissensdatenbanken und zum Verwalten von Notizen. Die Software ermöglicht es, Notizen in einer Baumstruktur zu organisieren und miteinander zu verknüpfen.

## Geschichte
Trilium Notes wurde ursprünglich von dem Entwickler Zadam ab 2017 entwickelt. Ende 2023 kündigte der ursprüngliche Entwickler an, dass das Projekt in den Wartungsmodus übergeht und keine neuen Hauptfunktionen mehr hinzugefügt werden.
Anfang 2024 wurde das Projekt von der Community als TriliumNext geforkt. Dieser Fork wird aktiv weiterentwickelt und fügt neue Funktionen hinzu, während die Kompatibilität mit der ursprünglichen Trilium-Datenbank vollständig erhalten bleibt. Die erste stabile Version des Community-Forks wurde 2024 veröffentlicht.

## Funktionen

### Notizorganisation
- Hierarchische Struktur: Notizen können in beliebig tiefen Baumstrukturen organisiert werden
- Notiz-Klonen: Eine einzelne Notiz kann an mehreren Stellen im Baum platziert werden
- Notiztypen: Unterstützung für Text-, Code-, Buch- und weitere Notiztypen
- Relationen: Notizen können untereinander verknüpft und in Beziehung gesetzt werden

### Editor-Funktionen
- WYSIWYG-Editor: Rich-Text-Bearbeitung mit Unterstützung für Tabellen, Bilder und mathematische Formeln
- Markdown-Unterstützung: Import und Export von Markdown-Dateien
- Code-Editor: Syntax-Highlighting für verschiedene Programmiersprachen
- Diagramme: Unterstützung für Mermaid-Diagramme und Flowcharts

### Weitere Funktionen
- Volltextsuche: Durchsuchbarkeit aller gespeicherten Inhalte
- Web Clipper: Browser-Erweiterung zum Speichern von Webinhalten
- Versionierung: Automatische Versionskontrolle für Notizen
- Verschlüsselung: Möglichkeit zur Verschlüsselung einzelner Notizen
- Skripte: JavaScript-basierte Automatisierung und Erweiterungen
- Kalender und Journal: Integrierte Kalenderansicht für tägliche Notizen

## Technische Details

### Plattformen
Trilium Notes ist verfügbar als:
- Desktop-Anwendung für Windows, macOS und Linux (basierend auf Electron)
- Server-Installation mit Web-Interface (inkl. Docker-Unterstützung)
- Web-basierte Anwendung, zugänglich über jeden modernen Browser

Für Android-Nutzer existiert mit TriliumDroid eine native App eines Drittanbieters.

### Architektur
- Programmiersprache: Vollständig in TypeScript geschrieben (sowohl Server als auch Client)
- Datenbank: SQLite für lokale Installation
- Synchronisation: Unterstützung für Synchronisation zwischen mehreren Instanzen
- API: REST-API für externe Integrationen

## Unterschiede zwischen Original und Fork
| Aspekt             | Trilium Notes (Original)    | TriliumNext (Fork)                            |
| ------------------ | --------------------------- | --------------------------------------------- |
| Entwicklungsstatus | Wartungsmodus seit 2024     | Aktive Entwicklung                            |
| Neue Features      | Keine neuen Hauptfunktionen | Kontinuierliche Erweiterungen                 |
| Themes             | Standard-Themes             | Neue Themes inkl. Trilium.Rocks               |
| Export             | HTML, Markdown              | Zusätzlich PDF-Export                         |
| Kompatibilität     | -                           | Vollständig kompatibel mit Original-Datenbank |

## Vergleich mit ähnlicher Software
Trilium Notes unterscheidet sich von anderen Notiz-Anwendungen durch:
- Die Möglichkeit, Notizen zu klonen (im Gegensatz zu Obsidian oder Notion)
- Self-Hosting ohne zusätzliche Synchronisationsdienste
- Integrierte Skripting-Funktionen
- Keine Abhängigkeit von Cloud-Diensten